# فرودگاه تنگچونگ توفنگ
فرودگاه تنگچونگ توفنگ (به انگلیسی: Tengchong Tuofeng Airport) یک فرودگاه همگانی با کد یاتا TCZ است . این فرودگاه در کشور چین قرار دارد .